# 사라 코클리
사라 코클리(Sarah Anne Coakley ,1951년 9월 10일~)는 영국 성공회 출신며 조직신학자이자 학제상호관에 관심사를 지닌 종교 철학자이다. 그녀는 케임브리지 대학의 Norris-Hulse 교수 (2007-2018)로 사임 한 후 세인트앤드루스 대학교의 로고스연구소에서 명예 교수이다. 호주 멜버른과 로마에 있는주 가톨릭 대학교 의 객원 교수이기도 2012년 스코트랜드 애버딘 대학교에서 기포드 강연을 하였다.

## 생애
코클리는 1951년 영국 런던 블랙히스의 법률가 집안에서 태어났다. 남다른 종교적 감수성을 지닌 그녀는 이미 12살에 신학자가 되기로 결심했다. 어린 시절부터 부모님 책장에 꽂혀 있던 수많은 책들을 탐독했던 그녀는, 특히 이블린 언더힐과 시몬느 베유, 그리고 존 A. T. 로빈슨의 글에서 큰 영향을 받았다. 본격적인 신학 공부를 위해 케임브리지 대학교에 입학했지만, 성서연구에만 몰두하는 신학교육에 불만을 느꼈다. 그곳에서 그녀의 조직신학적, 종교철학적 관심들은 충분히 다루어지지 못했다. 하지만 이후 진학 한 미국 하버드대학교 신학대학원에서 고든 코프먼 등에게 배우며 전혀 다른 분위기의 신학을 경험하게 되었다. 또한 성공회 전통의 교내 채플과 성례전에 꾸준히 참여함으로써 신비적 영성과 기도에 대한 새로운 이해도 갖게 되었다. 그녀의 중요한 신학적 주제들 대부분은 이 시기에 형성되었다. 캠브리지 대학교에서 에른스트 트뢸치에 간한 연구로 Ph.D. (1983)를 받았다.

## 저서
- Christ Without Absolutes: A Study of the Christology of Ernst Troeltsch (1988)
- The Making and Re-Making of Christian Doctrine (co-ed., 1993)
- Religion and the Body (ed., 1997)
- Powers and Submissions: Spirituality, Philosophy and Gender (2002)
- Re-Thinking Gregory of Nyssa (ed., 2003)
- Pain and Its Transformations: The Interface of Biology and Culture (co-ed., 2007)[3][4][5]
- Praying for England: Priestly Presence in Contemporary Culture (co-ed., 2008)
- Re-Thinking Dionysius the Areopagite (co-ed., 2009)
- The Spiritual Senses: Perceiving God in Western Christianity (co-ed., 2012)
- Sacrifice Regained: Reconsidering the Rationality of Religious Belief (2012)
- Fear and Friendship: Anglicans Engaging with Islam (co-ed., 2012)
- Faith, Rationality and the Passions, (ed., 2012)
- God, Sexuality, and the Self: An Essay 'On the Trinity', (2013)
- The New Asceticism: Sexuality, Gender and the Quest for God, (2015)